# Theropsodon
Theropsodon — вимерлий рід траверсодонтидових цинодонтів із середнього тріасу Танзанії. Скам'янілості були знайдені у формації Манда. Один голотипний череп типового виду T. njaliliris був названий німецьким палеонтологом Фрідріхом фон Хюне в 1950 році.